# Simonne Lehouck-Gerbehaye
Simonne Ghislaine Mathilde Lehouck-Gerbehaye (* 5. August 1899 in Senzeilles; † 14. Juli 1987 in Bouge) war eine belgische Unternehmerin, Politikerin und Widerständlerin.
Simonne Gerbehaye war die Tochter von Félix Gerbehaye, einem Schmied, der in Senzeilles erfolgreich das Metallbauunternehmen Constructions Mécaniques Félix Gerbehaye aufgebaut hatte. Während des Ersten Weltkriegs floh die Familie in das französische Le Havre. Das Familienunternehmen wurde von den deutschen Besatzern zerstört, und ihr Bruder Paul fiel 1917 als Soldat.
1921 heiratete Gerbehaye den Flamen Julien Lehouck, der 1920 als Leichtathlet an den Olympischen Spielen in Antwerpen teilgenommen hatte. Nach dem Tod von Felix Gerbehaye übernahm Lehouck die Leitung des Unternehmens und wurde Bürgermeister von Senzeilles. Während des Zweiten Weltkriegs unterstützte die Familie den Widerstand und versteckte Juden, die auf der Flucht vor den Deutschen waren. Am 11. Februar 1944 verhaftete die Gestapo Lehouck wegen „Spionage und Unterstützung der Alliierten“. Zwei Wochen später wurde er durch Hängen hingerichtet. Simonne Lehouck und der gemeinsame Sohn Paul wurden einen Tag vor seiner Hinrichtung ebenfalls verhaftet. Paul Lehouck, benannt nach seinem im Ersten Weltkrieg gefallenen Onkel, kam in Bautzen zu Tode. Am 24. April 1945 wurde Simonne Lehouck-Gerbehaye von Mitarbeitern des schwedischen Roten Kreuzes befreit. Sie wog nur noch 35 Kilogramm, und ihr wurde mitgeteilt, dass sie wegen des Verlustes eines Lungenflügels nur noch sechs Monate zu leben habe.

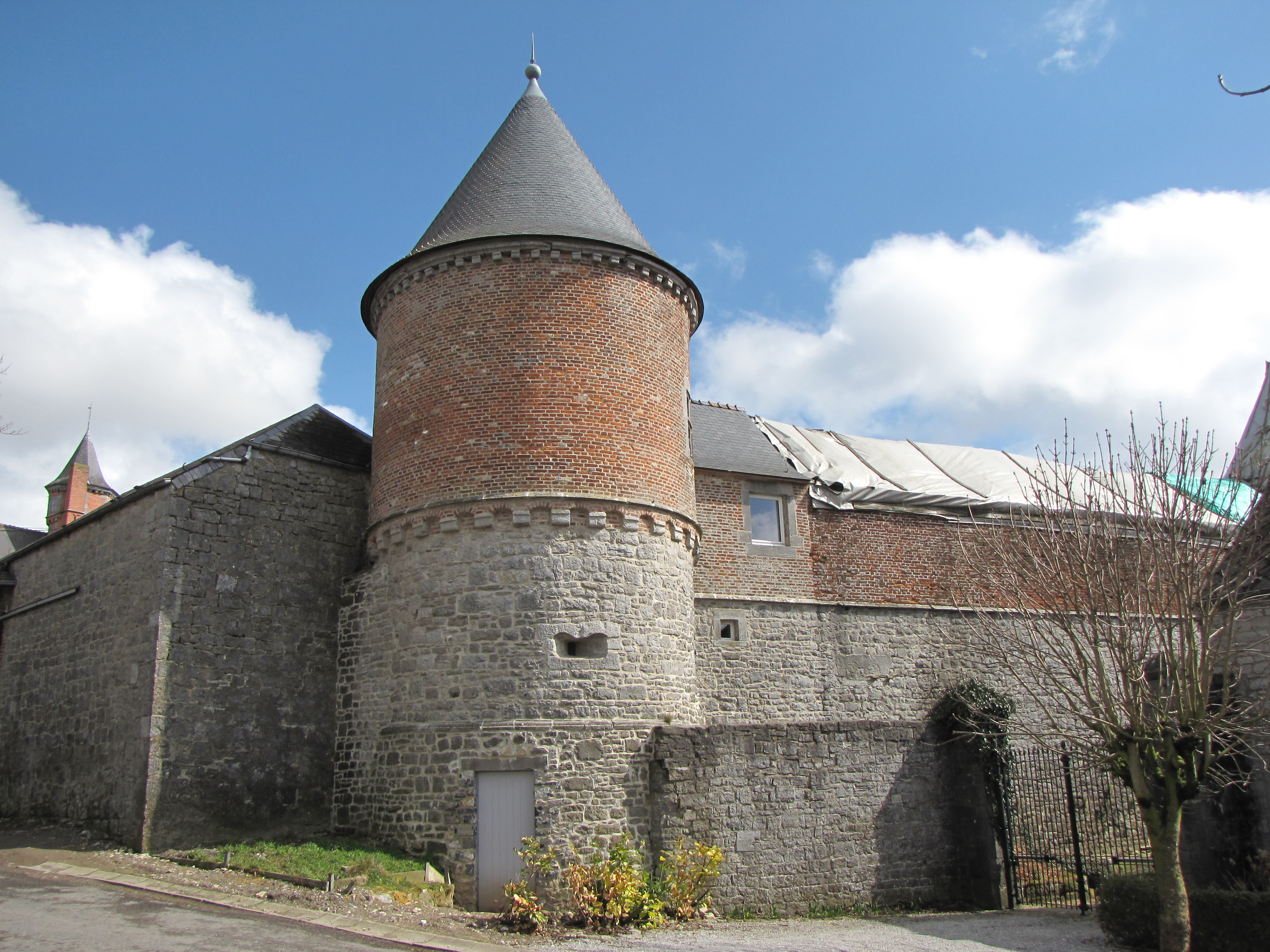
Schloss Senzeilles

Am 29. Juni 1945 war Simonne Lehouck-Gerbehaye zurück in Senzeilles und übernahm selbst die Leitung des Familienunternehmens. Im Oktober 1946 stellte sie sich als Bürgermeisterin von Senzeilles (2014: rund 750 Einwohner) erfolgreich zur Wahl, wurde eine der wenigen weiblichen Bürgermeister Belgiens und blieb dies bis 1976, als der Ort mit Cerfontaine vereinigt wurde. 1950 wurde sie im Wahlbezirk Namur-Philippeville für die Partei PSC erster weiblicher Senator Belgiens. Dieses Amt füllte sie bis 1961 aus, engagierte sich in der Senatskommission für den Wiederaufbau Belgiens und war Mitglied der parlamentarischen Delegation bei den Vereinten Nationen in New York. Auch setzte sie sich für die Ausarbeitung eines Statuts für politische Gefangene ein.